# Salford City F.C.
Salford City Football Club – klub piłkarski (od 2017 działa jako zawodowy) z siedzibą w Salfordzie, w hrabstwie metropolitalnym Wielki Manchester w Anglii. Klub występuje w League Two.
Klub został założony w 1940 roku. W 2014 roku byli piłkarze Manchesteru United – Nicky Butt, Ryan Giggs, Gary Neville, Phil Neville i Paul Scholes wykupili część jego udziałów (każdy po 10%) i stali się jego współwłaścicielami wraz z Peterem Limem, który posiadał 50%. Od tego czasu Salford City zaliczyło 3 awanse w ciągu 4 lat. W styczniu 2019 10% udziałów wykupił David Beckham.

## Historia

### Lata 1940–1989
Klub został założony 1 stycznia 1940 roku pod nazwą Salford Central. Klub piął się po szczeblach lokalnych lig do 1963 roku, gdy awansował do Manchester Football League i zmienił nazwę na Salford Amateurs. W latach 70. klub pod przydomkiem „The Ammies” trzykrotnie wygrał Lancashire Amateur Cup (w 1973, 1975 i 1977 roku) oraz dwukrotnie Manchester Premier Cup (w 1978 i 1979). W 1979 roku klub wyremontował stadion Moor Lane, na którym występuje, dzięki czemu spełnił on wymogi potrzebne do występów w Cheshire League, gdzie występował od 1980 roku. W 1989 Salford zagrało w finale Manchester County Premier Cup na Old Trafford oraz zmieniło nazwę z Salford Amateurs na Salford City.

### Lata 1990–2006
W 1990 roku Salford wywalczyło pierwszy w historii awans do FA Cup, z którego odpadło po porażce z Curzon Ashton oraz zaliczyło spadek do niższej ligi. W 1992 roku klub ponownie awansował do Division One i skończył sezon na 9. miejscu, co było jego najlepszym wynikiem do tej pory. W 2002 roku Salford ponownie dotarło do finału Manchester Premier Cup, lecz tym razem uległo Ashton United przegrywając 3:1. W sezonie 2004–05 klub awansował do trzeciej rundy FA Vase, a rok później dostał się do trzeciej rundy kwalifikacyjnej FA Cup. Klub wyrobił sobie mocną pozycję w Vodkat North West Counties League oraz wygrał League Challenge Cup w 2006 roku.

### Lata 2007–2013
Sezon 2007–2008 zespół trenowany przez Gary'ego Fellowsa ukończył na 2 miejscu w Division One w North West Counties League i dzięki temu awansowało do Division One North w Northern Premier League, czyli ósmego poziomu rozgrywkowego w Anglii. Klub przeszedł trudny start w Northern Premier League, przegrywając sześć z siedmiu pierwszych meczów, co spowodowało, że Fellows został zwolniony w październiku 2008 r, a były trener Bridlington Town i Stockport Sports, Ashley Berry zajął jego miejsce. Po zaledwie dwóch miesiącach, kiedy wyniki wciąż się nie poprawiły, Berry odszedł i zastąpił go były trener Flixton, Paul Wright. Ze względu na wcześniejsze zawieszenie Wright nie był w stanie rozpocząć pracy do marca, więc jego asystent, Neil Hall, zastępował go przez pierwsze dwa miesiące 2009 roku. Do czasu, gdy Wright zajął swoją pozycję, Salford okupował dolną części tabeli, wygrywając zaledwie 1 mecz i gromadząc osiem punktów w ciągu 26 meczów, tracąc 15 punktów do miejsca bezpiecznego od spadku. Nieprawdopodobne zwycięstwo 5:3 z Lancaster City odmieniło sytuację klubu, bowiem Salford zdobyło 28 punktów w ostatnich czternastu meczach, a ostatni mecz sezonu zakończył się wyjazdową wygraną 5:2 z Garforth Town, co zapewniło klubowi utrzymanie.
W sezonie 2009-10 odnotowano dobre wyniki w eliminacjach FA Cup i FA Trophy, ale klub nadal miał problemy w lidze. W lutym 2010 roku, po przegraniu czterech z ostatnich pięciu spotkań domowych, Salford rozstało się z Wrightem. Zamiast zatrudniać stałego następcę, prezes klubu Darren Quick podjął niezwykłą decyzję, by samemu przejąć rolę trenera przez do końca sezonu. Pod wodzą Quicka drużyna ponownie mocno zakończyła sezon, zdobywając 36 punktów w pozostałych meczach i kończąc na jedenastym miejscu w tabeli.
Pomimo bohaterskiego sezonu 2009-10, zespół ponownie miał problemy na początku sezonu 2010-11, a Darren Quick postanowił zakończyć swoją kadencję jako menedżer, zastępując się Rhodri Giggsem, który działał jako grający trener wraz z doświadczonym Dannym Jonesem. Wyniki poprawiły się pod wodzą Giggsa, a zespół zakończył sezon na dwunastej pozycji. Klub rozpoczął dobrze sezon 2011-12 mając nadzieję na awans do play-off, jednak słaba forma na początku 2012 roku, w połączeniu z częstymi odejściami czołowych zawodników klubu, zaowocowało finiszem w środku tabeli. Po ostatnim meczu domowym w sezonie, Giggs ogłosił, że rezygnuje ze stanowiska ze skutkiem natychmiastowym.
W maju 2012 r. klub na nowego trenera mianował Darrena Sheridana. Sezon 2012-13 rozpoczął się dobrze w lidze, a klub rozegrał również lokalne derby w rundzie wstępnej FA Cup przeciwko FC United of Manchester. Ponad 1300 fanów przyszło na Moor Lane, aby zobaczyć, jak "The Ammies" nieznacznie przegrywają mecz, w którym padło aż pięć bramek. Praca Sheridana w klubie trwała jednak tylko 8 miesięcy, gdyż zrezygnował on ze stanowiska w styczniu 2013 r. po przeglądzie budżetu klubu. Klub mianował Andy'ego Healda na jego następcę. Pod przewodnictwem Healda, Salford zakończyło sezon na rozczarowującym szesnastym miejscu w Premier League Division North, ale za to dotarło do finału Manchester Premier Cup na Edgeley Park. Pomimo świetnego powrotu z 0:2 na 2:2 ostatecznie przegrało 4:2 rzutach karnych. Pod koniec sezonu Heald i jego asystent Chris Thompson opuścili klub ze względu na zobowiązania rodzinne i biznesowe.
Przed kampanią na lata 2013-2014 klub powołał Barry'ego Massaya i Phila Powera na wspólnie pracujących menedżerów, a bizneswoman z Salford, Karen Baird, przejęła funkcję prezesa po Darrenie Quicku. Nowy zespół zarządzający miał mocny start i był niepokonany po pierwszych sześciu meczach sezonu, jednak forma zaczęła spadać, a w październiku 2013 r. podjęto decyzję o zastąpieniu Karen Baird Philem Powerem, oraz zdegradowano Massaya do roli asystenta, przed opuszczeniem przez niego klubu miesiąc później.

### Przejęcie klubu przez „Class of '92”
W 2014 roku prezydent klubu Dave Russell otrzymał od Ryan Giggsa, Gary'ego Nevilla, Phila Nevilla, Paula Scholesa i Nicky'ego Butta informację o chęci przejęcia przez nich klubu, gdyż byli zdeterminowani by "przywrócić coś" do lokalnego futbolu.
Wraz z proponowanym przejęciem klubu, nowy zespół właścicielski był obecny na szkoleniu przedsezonowym w lipcu 2014 r., na którym Giggs zasugerował, że konsorcjum ma ambitne cele dla klubu, bowiem zamierzano wprowadzić klub do Championship w ciągu 15 lat. Zostało potwierdzone, że Baird pozostanie przewodniczącym klubu, a Power nadal będzie kierownikiem. Przed rozpoczęciem sezonu 2014-15 klub ogłosił mecz pokazowy przeciwko drużynie "Class of '92" z udziałem wszystkich pięciu nowych właścicieli, które Salford City wygrało 5-1. Sezon 2014-15 Salford rozpoczęło będąc niepokonane w pierwszych 13 meczach. We wrześniu 2014 r. Zespół ds. własności ogłosił, że zgodził się sprzedać 50% udziałów w klubie Singapurskiemu miliarderowi Peterowi Limowi - właścicielowi Valencia CF.
Mimo obiecującego początku, spadek formy w grudniu przyniósł tylko 4 wygrane w 11 meczach. W rezultacie Power został zwolniony w styczniu 2015 r. po 18 miesiącach pracy. Zanim ogłoszono nadejście nowej kadry menedżerskiej w postaci Anthony'ego Johnsona i Bernarda Morleya poprowadzili oni Ramsbottom United do awansu z Northern Premier League Division One North. Nowy zespół menadżerski wygrał 15 z pozostałych 17 meczów sezonu, dzięki czemu Salford odzyskało miejsce na szczycie tabeli. Ponieważ Darlington nie wygrał swojego przedostatniego meczu sezonu, Salford został mistrzem, gwarantując awans do Northern Premier League Premier Division. Salford świętowało mistrzowstwo po dziewiątym z rzędu zwycięstwie w wygranym 5:0 meczu z Ossett Town przy obecności 1100 widzów.

### Zmiana statusu klubu
Latem 2017 roku klub zmienił swój status z półamatorskiego i od sezonu 2018/19 występuje w rozgrywkach jako klub zawodowy.

## Stadion
Stadion Moor Lane obecnie znany jako Peninsula Stadium znajduje się w Salford, w dzielnicy Kersal w hrabstwie Wielki Manchester w Anglii. Obiekt mieści 5108 widzów (2240 miejsc siedzących). Murawa stadionu jest trawiasta, lecz nie posiada podgrzewania. W październiku 2017 roku teren Moor Lane został przemianowany na Peninsula Stadium z powodu zapisu w umowie sponsorskiej. Nowy stadion oficjalnie otworzył Sir Alex Ferguson.

## Obecny skład
Stan na 31 stycznia 2023
| Nr | Poz. | Piłkarz                                            |
| -- | ---- | -------------------------------------------------- |
| 3  | OB   | Ibou Touray                                        |
| 4  | PO   | Jason Lowe                                         |
| 5  | OB   | Ashley Eastham (kapitan)                           |
| 6  | PO   | Elliot Watt                                        |
| 7  | PO   | Ryan Watson                                        |
| 8  | PO   | Matty Lund                                         |
| 9  | NA   | Callum Hendry                                      |
| 10 | PO   | Odin Bailey                                        |
| 11 | PO   | Elliot Simões                                      |
| 12 | BR   | Alex Cairns (Wypożyczony z Fleetwood Town)         |
| 14 | PO   | Stevie Mallan                                      |
| 16 | PO   | Ethan Galbraith (Wypożyczony z Manchesteru United) |

| Nr | Poz. | Piłkarz                                   |
| -- | ---- | ----------------------------------------- |
| 17 | NA   | Matt Smith                                |
| 18 | NA   | Conor McAleny                             |
| 20 | NA   | Louie Barry (Wypożyczony z Aston Villa)   |
| 22 | PO   | Jack Jenkins (Wypożyczony z Leeds United) |
| 23 | OB   | Kevin Berkoe                              |
| 24 | PO   | Luke Bolton                               |
| 25 | OB   | Richard Nartey                            |
| 26 | OB   | Ryan Leak                                 |
| 32 | OB   | Liam Shephard                             |
| 35 | OB   | Josh O'Brien                              |
| 38 | OB   | Shane McLoughlin                          |
| 42 | OB   | Theo Vassell                              |

### Piłkarze na wypożyczeniu
| Nr | Poz. | Piłkarz                   |
| -- | ---- | ------------------------- |
| 36 | NA   | Marcus Dackers (w Woking) |